# The place you can't remember, The place you can't forget
The place you can't remember, The place you can't forget is het zevende studioalbum van de Britse danceartiest Chicane. Het album werd uitgebracht op 8 juni 2018 en telt 11 nummers.
Er zijn zes nummers van het album uitgebracht als single.
In het Verenigd Koninkrijk bereikte het album de 3e plek in de Britse Dance Albums-lijst.

## Nummers
Het album bevat de volgende nummers:
| 1.                 | Running to the Sea           | Paul Aiden       | 4:59 |
| 2.                 | Gorecki                      | Hannah Robinson  | 6:22 |
| 3.                 | Serendipity                  | Tracy Ackerman   | 4:48 |
| 4.                 | A Love That's Hard to Find   | Paul Aiden       | 3:36 |
| 5.                 | Chord-Less Yacht             |                  | 4:23 |
| 6.                 | Rainbow                      | Tyler Lyle       | 4:49 |
| 7.                 | Nirvana                      | Rosalee O'Connel | 3:17 |
| 8.                 | Judder                       |                  | 4:08 |
| 9.                 | I Came Here for You          | Rosalee O'Connel | 4:53 |
| 10.                | Ten Deep                     |                  | 4:40 |
| 11.                | Fear I Must First Let You Go | Chris James      | 5:17 |
| Totale duur: 51:22 |                              |                  |      |

## Medewerkers
- Nick Bracegirdle – componist, producent
- Paul Aiden, Hannah Robinson, Tracy Ackerman - vocalisten
- Tyler Lyle, Rosalee O'Connel, Chris James - vocalisten